# Муроване (зупинний пункт)
Муроване — пасажирська зупинна залізнична платформа Львівської дирекції Львівської залізниці.
Розташована поблизу с. Муроване Сокальський район, Львівської області на лінії Рава-Руська — Червоноград між станціями Червоноград (9 км) та Белз (6 км).
Станом на грудень 2016 р. на платформі зупиняються приміські поїзди.